# Stan Anderson
Pour les articles homonymes, voir Stanley Anderson et Anderson.
Stanley Anderson, dit Stan Anderson, né le 27 février 1933 à Horden (Angleterre) et mort le 10 juin 2018 à Doncaster (Royaume-Uni), est un footballeur anglais, qui évoluait au poste de milieu de terrain à Sunderland et en équipe d'Angleterre.
Anderson n'a marqué aucun but lors de ses deux sélections avec l'équipe d'Angleterre en 1962.

## Carrière de joueur
- 1952-1963 : Sunderland AFC
- 1963-1965 : Newcastle United
- 1965-1966 : Middlesbrough FC

## Palmarès

### En équipe nationale
- 2 sélections et 0 but avec l'équipe d'Angleterre en 1962.

### Avec Newcastle United
- Vainqueur du Championnat d'Angleterre de football D2 en 1965.

## Carrière d'entraîneur
- 1966-1973 : Middlesbrough FC
- 1973-1974 : AEK Athènes
- 1974 : Queens Park Rangers
- 1975-1978 : Doncaster Rovers
- 1980-1981 : Bolton Wanderers